# Crocidura muricauda
Crocidura muricauda är en däggdjursart som först beskrevs av Miller 1900.  Crocidura muricauda ingår i släktet Crocidura och familjen näbbmöss. IUCN kategoriserar arten globalt som livskraftig. Inga underarter finns listade i Catalogue of Life.
Denna näbbmus förekommer i västra Afrika nära havet från Guinea och Sierra Leone till Ghana. Arten lever i ursprungliga skogar i låglandet.
Crocidura muricauda blir 56 till 66 mm lång (huvud och bål), har en 62 till 95 mm lång svans och väger 3 till 8 g. Bakfötterna är 11,8 till 13 mm långa och öronen är 8,5 till 10 mm stora. Den mjuka och korta pälsen på ovansidan bildas av hår som är grå vid roten och brun vid spetsen. Även undersidans hår har en grå bas samt en vit spets. Artens fötter är bara glest täckta med vita hår och de har en rosa färg. På den långa svansen förekommer korta bruna hår.
Individerna klättrar ofta i växtligheten. De äter olika ryggradslösa djur som spindlar och insekter med en längd upp till 10 mm.